# لويجي أليماندي
لويجي أليماندي (بالإيطالية:  Luigi Allemandi)‏ (8 نوفمبر 1903 في سان داميانو ماكرا – 25 سبتمبر 1978 في بييترا ليغوري) لاعب كرة قدم إيطالي راحل كان يجيد اللعب في خط الدفاع .
لعب طوال مسيرته الرياضية في أندية لينيانو (1921-1925) يوفنتوس (1925-1927) أمبروسيانا (1927-1935) روما (1935-1937) فينيزيا (1937-1938) لاتسيو (1938-1939) .
لعب لصالح منتخب إيطاليا 24 مباراة دولية من دون تسجيل أي هدف من 1925 إلى 1936 وقد شارك في بطولة كأس العالم لكرة القدم 1934 التي أقيمت في إيطاليا .

## روابط خارجية
- لويجي أليماندي على موقع الاتحاد الدولي (مؤرشف)  (الإنجليزية)
- لويجي أليماندي على موقع قاعدة بيانات كرة القدم.إي يو (الإنجليزية)
- لويجي أليماندي على موقع ناشيونال فوتبول تيمز (الإنجليزية)
- لويجي أليماندي على موقع عالم كرة القدم.نت (الإنجليزية)